# Macromitrium gymnostomum
Macromitrium gymnostomum är en bladmossart som beskrevs av Sullivant och Lesquereux 1859. Macromitrium gymnostomum ingår i släktet Macromitrium och familjen Orthotrichaceae. Inga underarter finns listade i Catalogue of Life.